# 顎

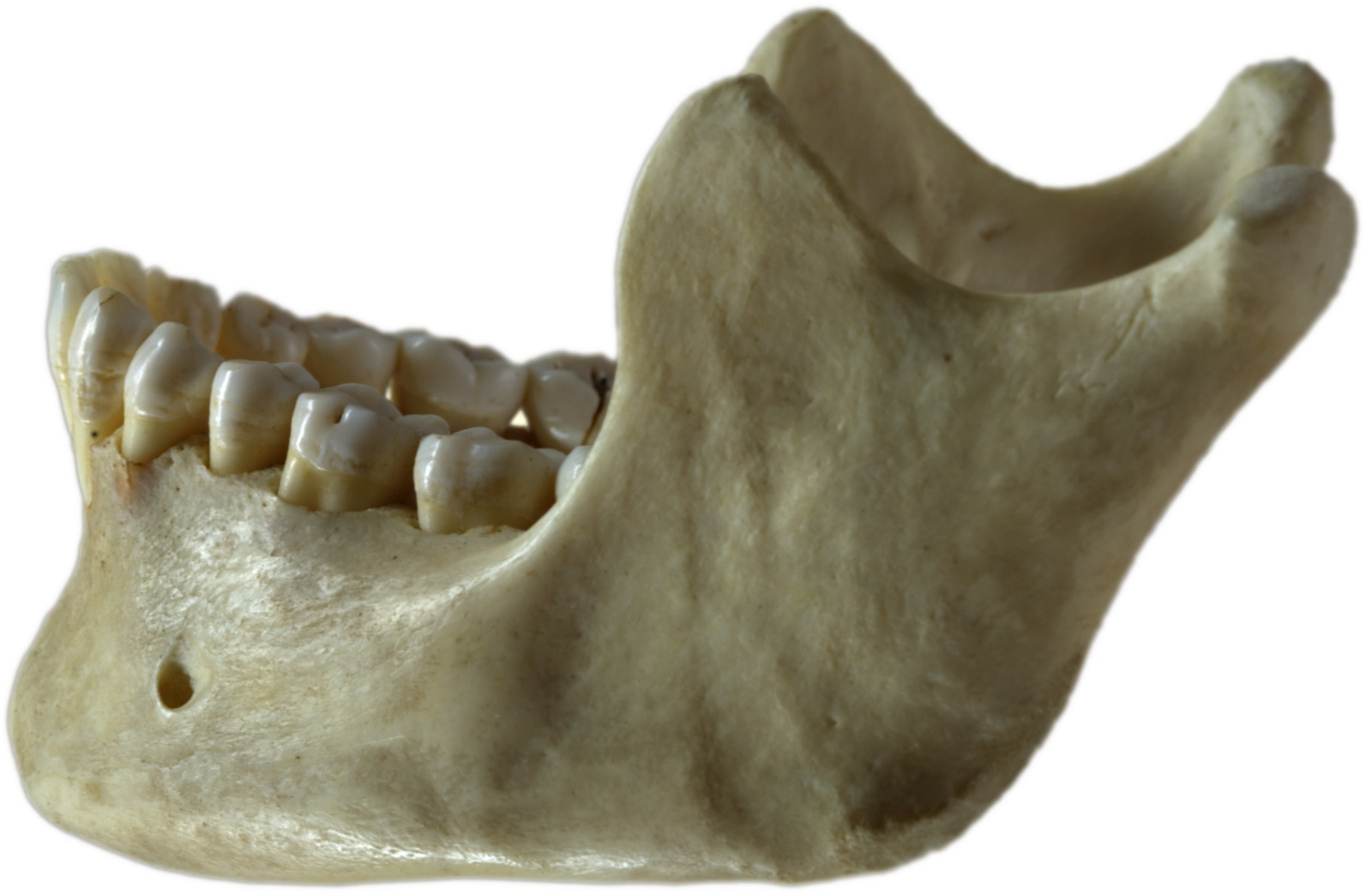
人類的下顎骨

顎是動物在嘴部入口處相對的鉸接式結構，也是指口部上下整体的解剖结构，一般可分為上顎、下顎兩部；最常見的用途是用來進食與咀嚼食物。在大多數的動物身上，都擁有這個解剖結構。
在人體解剖學或動物解剖學中，又特称为「頜」 （页面存档备份，存于），而常避免使用 顎（因為 顎 與另一字 腭，解剖位置與構造意義不同，卻讀音相同，兩者易混用誤用）。頜就是指構成口部上下部位的骨骼、關節、肌肉等軟組織，分為上頜与下頜，內有上頜骨（maxilla）與下頜骨（mandible）。
在口語中，上顎與下顎常取代醫學專有名詞上頜與下頜；且在口語中，下顎即俗稱的下巴，即指「頷」，為嘴部以下位置的概稱。

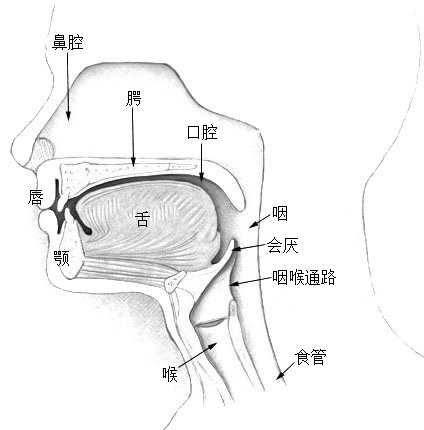
人类发声构造；此图显示“腭”与“颚”为不同部位。图中“颚”是指下颚（下颌），但图未标示“上颚”（上颌）。

## 字辨
汉语字典上虽有“颚”（jaw）另义同“腭”（palate），但两者在解剖学上的位置、结构、意义不同，不宜混用误用（腭是人类和其他哺乳动物的口腔顶部构造，将口腔和鼻腔分开）；另有一字“齶”，為腭的異體字，但在中文繁體字使用地區，屬於古字已棄用。

## 節肢動物
节肢动物的颚常为口器的一部分，是由甲壳素构成的左右结构。其主要功能是将食物运送到嘴中，或兼有基本的咀嚼功能。部分颚其实是变形的腿（颚足）。

## 脊椎動物
在大多数脊椎动物中，颚为垂直排列的骨质或软骨质上下结构及其附随的关节、软组织，由上颚和下颚组成。
人体的颚称为「頜」，內有上颌骨和下颌骨。

## 備註
1. ↑  參見《漢典》https://www.zdic.net/hant/%E9%A2%8C 。